# Sobreviventes do genocídio armênio
Os sobreviventes do Genocídio Arménio são Arménios ocidentais que sobreviveram no genocídio de 1915 . A maioria dos sobreviventes ficaram como refugiados fora da Turquia, o estado sucessor do Império Otomano. Outros sobreviventes são os armênios não otomanos que viviam ou viajavam pelo Império Otomano, não foram mortos pela ordem pessoal de Talaat Paxá depois de um armênio com cidadania norte-americana ser assassinado numa prisão em Diyarbakır .
Cerca de 70 mil armênios permanecem na Turquia, principalmente em Istambul. Este número não inclui o número desconhecido de cripto-armênios assimilados .